# Aldo Vera Serafín
Aldo Inocencio Vera Serafín (Caibarien, Las Villas, Cuba, 28 de julio de 1928-San Juan (Puerto Rico), 26 de octubre de 1976) fue un alto funcionario de policía durante el gobierno de Fidel Castro, aunque más tarde emigró y solicitó asilo en los Estados Unidos.

## Primeros años
Fue jefe de la sección de Acción y Sabotaje del Movimiento 26 de Julio en La Habana antes de 1959, siendo responsable de muchos actos terroristas. Participó en la Noche de las cien bombas, al comprobar que varios de los dispositivos no habían explotado, él acompañado de Odón Álvarez de la Campa recorrió La Habana para desmontar los artefactos que no habían estallado, pero sorpresivamente una de las bombas les estalló. Al ser heridos de gravedad, Vera y Odón son apresados por la policía de Fulgencio Batista, siendo encarcelado en la Cárcel del Príncipe hasta el triunfo de la Revolución cubana.

## Como disidente
En enero de 1959 fue nombrado comandante jefe de la policía de La Habana, y poco después jefe del departamento de investigaciones técnicas, principal órgano de inteligencia de la policía cubana. Vera tuvo choques con Raúl Castro lo que lo llevó a renunciar y huyó de Cuba el 11 de mayo de 1961 solicitando asilo político en los Estados Unidos.
En 1970 participó en el atentado contra el embajador cubano en Argentina Emilio Aragonés. Se convirtió en miembro de la organización de exiliados cubanos Unidad Revolucionaria y líder del grupo anticastrista Cuarta República. En sus últimos años fue contador y joyero en Puerto Rico.

## Asesinato
El 26 de octubre de 1976, Vera fue alcanzado con dos tiros desde un automóvil en un suburbio de San Juan (Puerto Rico),  cuando salía de una panadería camino a una reunión con miembros de un grupo político anticastrista llamado Cuarta República. Serafín murió casi de inmediato. Su acompañante resultó herido.  Aldo Vera Serafín fue enterrado en el Woodlawn Memorial Park.
Su muerte nunca ha sido esclarecida oficialmente, las teorías apuntan a un ajusticiamiento político ordenado por el gobierno de Fidel Castro. El mayor de la Dirección General de Inteligencia de Cuba Juan Antonio Rodríguez Menier quien deserto con su familia hacia Austria en 1987, declaró en una entrevista de 1988 que la División de Tropas Especiales de Cuba fue la responsable de su asesinato, después de varios intentos frustrados por detenerlo, esto liderado por Antonio de la Guardia en colaboración con el Ejército Popular Boricua.